# Georg Cantor

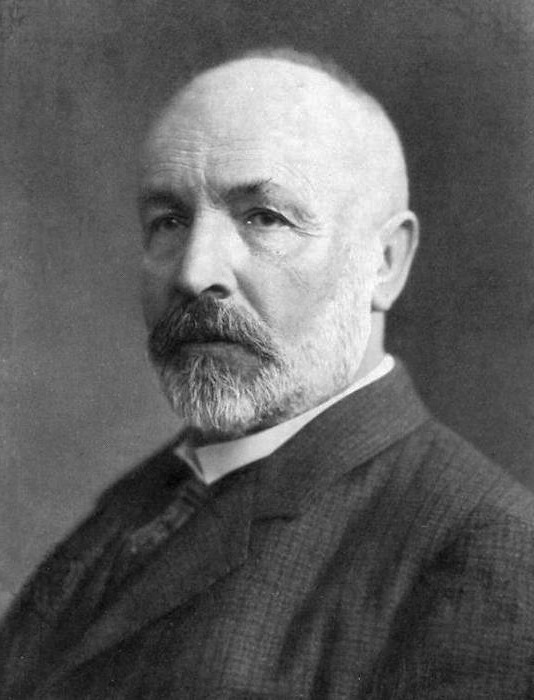
Georg Cantor (foto genomen ~1900)

Georg Ferdinand Ludwig Philipp Cantor (Sint-Petersburg, 3 maart [O.S. 19 februari] 1845 – Halle, 6 januari 1918) was een Russisch-Duitse wiskundige, die bekendstaat als de grondlegger van de moderne verzamelingenleer.
Cantor stelde als eerste het belang van bijecties tussen verzamelingen vast. Hij definieerde de welgeordende- en oneindige verzamelingen. Hij formaliseerde en verdiepte de wiskundige kennis over het begrip oneindigheid. Zo bewees hij dat de reële getallen "talrijker" zijn dan de natuurlijke getallen. In feite impliceert zijn stelling van Cantor het bestaan van een hiërarchisch geordende "oneindigheid van oneindigheden". Hij definieerde verder de kardinaalgetallen, de ordinaalgetallen en hun rekenkunde. Cantors werk is van enorm filosofisch belang, een feit waar hij zich volledig van bewust was.
Behalve om zijn werk op het gebied van de verzamelingenleer staat Cantor ook bekend om zijn werk op het gebied van de unieke representatie van functies door middel van goniometrische reeksen (een veralgemening van de Fourierreeks).

## Biografie

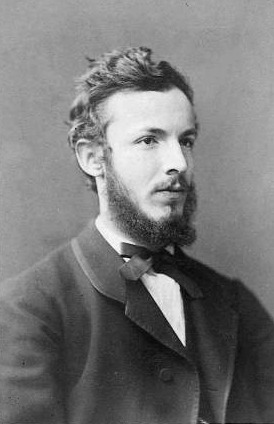
Georg Cantor rond 1870

Cantor werd geboren in Sint-Petersburg als de zoon van een in deze Russische stad opgegroeide, van oorsprong Deense, lutherse beurshandelaar, Georg Waldemar Cantor, en een Russische, van Oostenrijkse afkomst zijnde, katholieke musicienne, Maria Anna Böhm. Een van zijn oudooms was de bekende violist Joseph Böhm. In 1856, Cantor was toen elf jaar oud, verhuisde het gezin omwille van de gezondheidstoestand van zijn vader naar Duitsland. Cantor haalde in 1860 zijn middelbareschooldiploma aan de Realschule in Darmstadt. In 1862 studeerde hij aan het polytechnisch Instituut in Zürich, vandaag de dag de Eidgenössische Technische Hochschule Zürich. Nadat hij na het overlijden van zijn vader in 1863 in het bezit was geraakt van een aanzienlijk fortuin, verlegde Cantor zijn studies naar de Universiteit van Berlijn, waar hij onder andere colleges volgde bij Leopold Kronecker, Karl Weierstrass en Ernst Kummer.
De zomer van 1866 bracht hij door aan de Universiteit van Göttingen. In 1867 promoveerde hij aan de Universiteit van Berlijn met een proefschrift over een onderwerp uit de getaltheorie, "De aequationibus secundi Gradus indeterminatis". Nog in hetzelfde jaar werd hij aangesteld als privaatdocent aan de Universiteit van Halle. Hij zou zijn verdere leven aan deze universiteit verbonden blijven. In 1872 werd hij er tot buitengewoon hoogleraar, in 1879 tot gewoon hoogleraar wiskunde benoemd.
De universiteit van Halle gold niet als een van de prestigieuze Europese universiteiten. Dat Cantor geen positie kreeg aan een onderzoeksinstelling met meer faam kan voor een deel worden toegeschreven aan de revolutionaire aard van zijn inzichten die hem naast medestanders ook critici opleverden; bovendien was zijn persoonlijkheid enigszins stroef in het omgaan met de overtuigingen van anderen.
In 1874 trouwde Cantor met Vally Guttmann, die een vriendin van Cantors zus was. Ze kregen zes kinderen, van wie de laatste in 1886 geboren werd. Hij verdiende niet veel als academisch hoogleraar maar zijn geërfde familiekapitaal stelde hem in staat zijn gezin goed te onderhouden.
Gedurende de tweede helft van zijn leven leed hij in toenemende mate aan depressies die soms verergerden tot paranoïde waandenkbeelden, waardoor zijn productiviteit verminderde en hij regelmatig moest worden opgenomen in een psychiatrisch ziekenhuis. De aanvankelijke kritiek van veel wiskundigen op Cantors radicale nieuwe denkbeelden, vooral op zijn uitbreiding van de verzamelingenleer, hadden mede een negatieve uitwerking op zijn geestesgesteldheid. Hij raakte soms het spoor bijster. Zo publiceerde hij een verificatie van het vermoeden van Goldbach voor alle gehele getallen onder de 1000, terwijl enkele decennia eerder reeds een verificatie voor de getallen tot 10 000 gepubliceerd was. Hij begon te publiceren over literatuur en probeerde te bewijzen dat Francis Bacon de werkelijke auteur was van de werken van Shakespeare. Hij publiceerde over religie en ontwikkelde zijn concept van het 'absoluut oneindige' dat hij gelijkstelde aan God. Gedurende de Eerste Wereldoorlog verloor hij zijn financieel kapitaal en het laatste jaar van zijn leven was hij permanent opgenomen in een psychiatrische instelling in Halle waar hij in 1918 overleed.

## Wiskundig werk
Cantors werk tussen 1874 en 1884 staat aan de basis van de verzamelingenleer. Voorafgaand aan Cantors werk was het concept van een verzameling een nogal elementair concept dat sinds het vroegste begin van de wiskunde impliciet werd gebruikt maar verder niet grondig onderzocht was. Het idee van een verzameling gaat terug op de ideeën van Aristoteles. Niemand had zich gerealiseerd dat de verzamelingenleer een niet-triviale inhoud had. Vóór Cantor was er alleen sprake van eindige verzamelingen (deze zijn relatief gemakkelijk te begrijpen) en werd "het oneindige" als een goed onderwerp voor filosofische, religieuze en niet wiskundige discussies beschouwd maar dat voor de wiskunde niet veel belang had. Door Cantors bewijs dat er (oneindig) veel mogelijke groottes voor oneindige verzamelingen bestaan, toonde hij aan dat de verzamelingenleer allesbehalve triviaal was, maar in detail moest worden bestudeerd. De verzamelingenleer is gaandeweg de rol van de grondslag van de moderne wiskunde gaan spelen, in die zin dat het proposities over wiskundige objecten (bijvoorbeeld getallen en functies) uit alle traditionele gebieden van de wiskunde (zoals algebra, analyse en topologie) in één enkele theorie interpreteert en daarnaast een standaard verzameling aanbiedt om axioma's te bewijzen of te weerleggen. De basisconcepten van de verzamelingenleer worden nu door de gehele wiskunde heen gebruikt.
In een van zijn vroegste artikelen bewees Cantor dat de verzameling van reële getallen "talrijker" is dan de verzameling van natuurlijke getallen; dit liet voor de eerste keer zien dat er oneindige verzamelingen van verschillende grootte bestaan, sommige oneindige verzamelingen zijn groter dan andere. Cantor was de eerste die het belang van de één-op-één-correspondenties in de verzamelingenleer inzag. Hij gebruikte dit concept om eindige- en oneindige verzamelingen te definiëren. Hierbij deelde hij de laatste op in "(af)telbare" (oneindige) verzamelingen en overaftelbare (oneindige) verzamelingen
Cantor introduceerde fundamentele constructies in de verzamelingenleer, zoals de machtsverzameling van een verzameling A, dat is de verzameling van alle mogelijke deelverzamelingen van A. Hij bewees later dat de grootte van de machtsverzameling van A strikt gezien groter is dan de grootte van A zelf, ook als A een oneindige verzameling is; dit resultaat raakte al snel bekend als de stelling van Cantor. Cantor ontwikkelde een hele theorie en bijbehorende rekenkunde van oneindige verzamelingen, die kardinalen en ordinalen werden genoemd. Zo breidde hij de rekenkunde van de natuurlijke getallen uit. Zijn notatie voor de kardinaalgetallen was de Hebreeuwse letter {\displaystyle \aleph } (alef) met een natuurlijk getal als subscript, voor de ordinaalgetallen gebruikte hij de Griekse letter ω (omega). Deze notatie is nog steeds in gebruik.
De door Cantor geïntroduceerde continuümhypothese werd in 1900 als de eerste van de drieëntwintig open problemen van Hilbert in diens beroemde rede op het Internationaal wiskundecongres in Parijs gepresenteerd. Cantors werk werd ook met instemming begroet buiten de kleine kring rondom Hilbert. De Amerikaanse filosoof Charles Sanders Peirce prees de verzamelingenleer van Cantor, en, na afloop van openbare colleges door Cantor op het eerste Internationale Congres van Wiskundigen in Zürich in 1897 gaven Hurwitz en Hadamard beide uiting aan hun bewondering. Op dat congres hernieuwde Cantor zijn vriendschap en correspondentie met Richard Dedekind. Vanaf 1905 correspondeerde Cantor met zijn Britse bewonderaar en vertaler Philip Jourdain over de geschiedenis van de verzamelingenleer en over Cantors religieuze ideeën. Deze correspondentie werd later gepubliceerd, evenals een aantal van zijn werken, waar hij de verzamelingenleer nader uitlegde voor een groter publiek.

### Getal- en functietheorie
Cantors eerste tien artikelen hadden net als zijn proefschrift de getaltheorie als onderwerp. Op aandringen van Eduard Heine, zijn collega professor wiskunde in Halle, richtte Cantor zich daarna op de analyse. Heine drong er bij Cantor op aan een poging te wagen om een probleem op te lossen waarvoor Dirichlet, Lipschitz, Bernhard Riemann en Heine geen oplossing hadden kunnen vinden: de uniciteit van de weergave van een functie door middel van goniometrische reeksen. Cantor slaagde daar in 1869 wel in. Tussen 1870 en 1872 publiceerde hij, in aansluiting hierop, een aantal artikelen over goniometrische reeksen, waaronder één waarin hij een definitie gaf van irrationale getallen als convergente rijen van rationale getallen. Dit artikel werd door Dedekind, met wie Cantor in 1872 tijdens een vakantie in Zwitserland bevriend was geraakt, later dat jaar geciteerd, in Dedekinds beroemde artikel, waar hij voor het eerst de reële getallen door middel van Dedekind-sneden definieerde.

### Verzamelingenleer
Het begin van de verzamelingenleer als een deelgebied van de wiskunde wordt vaak gekenmerkt door de publicatie in 1874 van Cantors artikel, Über eine Eigenschaft des Inbegriffs aller reellen algebraischen Zahlen (Over een eigenschap van het 'Inbegriff' van alle reële algebraïsche getallen). Dit artikel dat Cantor met steun van Dedekind publiceerde in Crelle's Journal (dit ondanks oppositie van Kronecker), bevatte het eerste strikt geformuleerde bewijs dat er meer dan één vorm van oneindigheid bestaat. Dit bewijs vormt de kern van Cantors nalatenschap als wiskundige. Voorheen was men er impliciet van uitgegaan dat alle oneindige verzamelingen gelijkmachtig ("even talrijk") waren (dat wil zeggen van "dezelfde grootte" of met hetzelfde aantal elementen).

Een illustratie van het diagonaalbewijs van Cantor voor het bestaan van de overaftelbare verzamelingen.

 Cantor besefte dat oneindige verzamelingen verschillende 'groottes' kunnen hebben. Hij maakte een onderscheid tussen aftelbare en overaftelbare verzamelingen en bewees dat de verzameling van de rationale getallen {\displaystyle \mathbb {Q} } aftelbaar is, terwijl de verzameling {\displaystyle \mathbb {R} } van alle reële getallen overaftelbaar is, en dus 'groter'. Het oorspronkelijke bewijs van deze stelling maakt gebruik van een gecompliceerd reductie-argument waarbij wordt begonnen met een aftelbare lijst reële getallen en een interval op de reële rechte. Vervolgens wordt met de eerste twee getallen uit de lijst die in het interval liggen, een nieuw interval gevormd. Als deze procedure wordt herhaald, blijkt er een reëel getal te zijn dat geen deel uitmaakt van de aftelbare lijst. Zijn latere bewijs uit 1891 gebruikt zijn beroemde diagonaliseringsprincipe. De volgorde van de onderste rij kan nergens in de oneindige lijst van rijen erboven voorkomen, dit omdat de met rood aangegeven elementen (op de diagonaal) per definitie van de corresponderende elementen op de onderste rij verschillen.
Tussen 1879 en 1884 publiceerde Cantor een reeks van zes artikelen in de Mathematische Annalen die samen een inleiding tot zijn verzamelingenleer vormden. In dezelfde tijd ontstond er, geleid door Kronecker, een groeiende oppositie tegen Cantors ideeën. Kronecker erkende wiskundige concepten alleen als deze in een eindig aantal stappen uit de natuurlijke getallen, die hij intuïtief als gegeven aanvaardde, geconstrueerd konden worden. Voor Kronecker was Cantors hiërarchie van oneindigheden ontoelaatbaar, omdat naar zijn mening de aanvaarding van het concept van werkelijke oneindigheid de deur zou openen voor paradoxen die de geldigheid van de gehele wiskunde zouden ondergraven. Gedurende deze periode ontdekte Cantor de naar hem genoemde Cantor-verzameling.
Het vijfde artikel uit deze serie, Grundlagen einer allgemeinen Mannigfaltigkeitslehre (De grondslagen voor een algemene verzamelingenleer) uit 1883, was het belangrijkste van de zes en werd ook als een aparte monografie gepubliceerd. Het bevatte Cantors antwoord op zijn critici en liet zien hoe de transfiniete getallen als een systematische uitbreiding van de natuurlijke getallen kunnen worden gezien. Het artikel begint met de definitie van welgeordende verzamelingen. Daarna worden de ordinaalgetallen geïntroduceerd als de ordetypen van welgeordende verzamelingen. Cantor definieert vervolgens het optellen en vermenigvuldigen van kardinaal- en ordinaalgetallen. In 1885 breidde Cantor zijn theorie van ordetypen uit met als gevolg dat de ordinaalgetallen een speciaal geval van ordetypen werden.
In 1891 publiceerde hij een artikel met daarin zijn elegante "diagonaalargument" voor het bestaan van niet aftelbare verzamelingen. Hij paste hetzelfde idee toe om de stelling van Cantor te bewijzen: de kardinaliteit van de machtsverzameling van een verzameling A is strikt genomen groter dan de kardinaliteit van A. Dit bewijs legde de basis voor de rijke hiërarchie van oneindige verzamelingen, en van de kardinale en ordinale rekenkunde, die Cantor had gedefinieerd. Zijn diagonaalargument is ook fundamenteel in de oplossing van het stopprobleem en het bewijs van de Gödels eerste onvolledigheidsstelling.
In 1895 en 1897 publiceerde Cantor een tweedelig artikel in het wiskundig tijdschrift, Mathematische Annalen, van Felix Klein. Deze twee artikelen waren zijn laatste twee belangrijke artikelen op het gebied van de verzamelingenleer. Het eerste artikel begint met de definitie van verzamelingen, deelverzamelingen, enz., op een manier die heden ten dage aanvaardbaar is. Verder geeft hij een overzicht van de kardinale- en ordinale rekenkunde. Cantor wilde het tweede artikel een bewijs geven voor de continuümhypothese, maar moest zich tevreden stellen met de uiteenzetting van zijn theorie van welgeordende verzamelingen en ordinaalgetallen. Cantor probeerde te bewijzen dat als A en B twee verzamelingen zijn, waar A equivalent is met een deelverzameling van B en waar B equivalent is met een deelverzameling van A dat A en B dan equivalent aan elkaar zijn. Ernst Schröder had deze stelling al enige tijd voor Cantor opgesteld. maar zijn bewijs was net als dat van Cantor zelf niet helemaal sluitend. Felix Bernstein leverde in zijn proefschrift uit 1898 wel een correct bewijs, vandaar de naam stelling van Cantor-Bernstein-Schröder.

#### Een-op-een correspondentie

Een bijectieve functie.

Cantors artikel uit 1874 in Crelles journaal was het eerste dat zich beriep op de notie van een 1-op-1 correspondentie, hoewel Cantor dit begrip niet gebruikte. Hij begon dan op zoek te gaan naar een 1-op-1 correspondentie tussen de punten van het eenheidsvierkant en de punten op een eenheidslijnstuk. In een brief uit 1877 aan Dedekind bewees Cantor een veel sterker resultaat: voor elk positief geheel getal n, bestaat er een 1-op-1 correspondentie tussen de punten op het eenheidslijnstuk en alle punten in een n-dimensionale ruimte. Over deze ontdekking schreef Cantor aan Dedekind de woorden: "Je le vois, mais je ne le crois pas!" (Ik zie het wel, maar ik geloof het niet!) Het resultaat dat hij zo verbazingwekkend vond had consequenties voor de meetkunde en de notie van dimensie.
In 1878 publiceerde Cantor een ander artikel in Crelle's Journal. Hierin gaf hij een precieze definitie van het concept van een 1-op-1 correspondentie, en introduceerde hij de notie van "machten" (een term die hij leende van Jakob Steiner) of "gelijkwaardigheid" van verzamelingen: twee verzamelingen zijn equivalent (hebben dezelfde macht), wanneer er 1-op-1 correspondentie tussen beide verzamelingen bestaat. Cantor definieerde telbare verzamelingen (of aftelbare verzamelingen) als verzamelingen die in een 1-op-1 correspondentie met de natuurlijke getallen kunnen worden gebracht en bewees dat rationale getallen aftelbaar zijn. Ook bewees hij dat de n-dimensionale Euclidische ruimte Rn dezelfde macht heeft als de reële getallen R, net zoals een telbaar oneindig product van kopieën van R. Hoewel hij al eerder gebruikmaakte van "telbaarheid" als een begrip, introduceerde hij het woord "telbaar" als zodanig pas in 1883. Cantor besprak ook zijn gedachten over het begrip dimensie, waarbij hij er op wees dat zijn afbeelding van het eenheidsinterval op het eenheidsvierkant niet continu was.
Dit artikel en ook zijn artikel uit 1874 stonden Kronecker helemaal niet aan. Cantor wilde het artikel al intrekken, maar werd hiervan weerhouden door Dedekind. Ook Weierstrass steunde de publicatie van het artikel. Wel werd de publicatie vertraagd. Mede hierdoor was dit de laatste keer dat Cantor een artikel van zijn hand bij Crelles journaal zou aanbieden.

#### Continuümhypothese
Cantor was de eerste die de hypothese opstelde, die later bekend is geraakt als de continuümhypothese; er bestaat geen verzameling waarvan de macht groter is dan die van de natuurlijke getallen en kleiner dan die van reële getallen (of gelijkwaardig, de kardinaliteit van de reële getallen is precies alef-een, in plaats van ten minste alef-een). Cantor geloofde dat de continuümhypothese waar was en probeerde jarenlang tevergeefs om deze hypothese wiskundig te bewijzen. Zijn onvermogen om de continuümhypothese te bewijzen veroorzaakte bij Cantor aanzienlijke psychische onlustgevoelens die zijn, in de grond al labiele, geest geen goed deden.
De moeilijkheid die Cantor ondervond bij zijn poging de continuümhypothese te bewijzen, worden door latere ontwikkelingen in de wiskunde in een nieuw daglicht gesteld. Resultaten uit 1940 van Gödel en uit 1963 van Paul Cohen impliceren samengenomen dat de continuümhypothese binnen de standaard Zermelo-Fraenkel-verzamelingenleer plus het keuzeaxioma (de combinatie van beide wordt "ZFC" genoemd) noch kan worden bewezen, noch kan worden verworpen. Cantor probeerde dus een hypothese te bewijzen die hoogstwaarschijnlijk onbewijsbaar is maar dat kon hij, met de stand van de toenmalige wiskundige kennis, nog niet weten.

#### Paradoxen binnen de verzamelingenleer
Rond het einde van de negentiende eeuw ontstonden er voor het eerst discussies over paradoxen binnen de verzamelingenleer. Sommige van deze paradoxen impliceerden fundamentele problemen binnen Cantors verzamelingenleerprogramma. In een artikel uit 1897 over een ander onderwerp formuleerde Cesare Burali-Forti de eerste van deze paradoxen, de Burali-Forti-paradox: het ordinaalgetal van de verzameling van alle ordinaalgetallen moet zelf ook een ordinaalgetal zijn en dit leidt tot een tegenstelling. Cantor had deze paradox reeds in 1895 ontdekt, en beschreef deze paradox in 1896 in een brief aan Hilbert. De kritiek nam zo sterk toe dat Cantor zich in 1903 gedwongen zag om tegenargumenten de wereld in te sturen om zo de grondbeginselen van zijn verzamelingentheorie te verdedigen.
In 1899 ontdekte Cantor de naar hem genoemde paradox van Cantor: wat is het kardinaalgetal van de verzameling van alle verzamelingen? Het is duidelijk dat dit de grootst mogelijke kardinaal moet zijn. Maar voor enige verzameling A is de kardinaal van de machtsverzamelingen van A strikt genomen groter dan het kardinaal getal van A (dit feit staat nu bekend als de stelling van Cantor) . Deze paradox en die van Burali-Forti leidden Cantor er toe om een concept te formuleren dat de begrenzing van grootte, wordt genoemd. Dit concept houdt in dat de collectie van alle ordinaalgetallen, of van alle verzamelingen, een
"inconsistente veelheid" was die "te groot" was om een verzameling te zijn. Dergelijke collecties kwamen later bekend te staan als echte klassen.
Een gemeenschappelijke opvatting onder wiskundigen is dat deze paradoxen, samen met de Russell-paradox, aantonen dat het niet mogelijk is om voor een "naïeve" of niet-axiomatische aanpak van de verzamelingentheorie te kiezen zonder gevaar op tegenstrijdigheid, en het is zeker dat deze overwegingen Zermelo en anderen motiveerden om de verzamelingenleer op axiomatische leest te schoeien. Anderen merken echter op dat de paradoxen niet optreden in een informele kijk die wordt ingegeven door de iteratieve hiërarchie, die gezien kan worden als een illustratie van het idee van een begrenzing van de grootte. Sommigen vragen zich ook af of de Fregeaanse formulering van de naïeve verzamelingenleer (dit is het systeem dat direct werd weerlegd door de paradox van Russell) eigenlijk wel een getrouwe weergave is van de Cantoriaanse concepten.

### Overig wiskundig werk
Cantor introduceerde het symbool {\displaystyle \mathbb {R} } dat wordt gebruikt om de verzameling van alle reële getallen aan te duiden.
Cantors innovatieve wiskunde ondervond aanvankelijk veel weerstand, met name van Leopold Kronecker, Hermann Weyl, L.E.J. Brouwer, Henri Poincaré en Ludwig Wittgenstein. De grote meerderheid van de wiskundige gemeenschap onderschrijft tegenwoordig Cantors resultaten op het gebied van 'transfiniete' verzamelingen en beschouwen deze als een belangrijke verschuiving in de grondslagen van de wiskunde.
De belangrijke wiskundige David Hilbert was een medestander van Cantor en reageerde op Cantors critici met de uitspraak:
"Niemand zal ons verjagen uit het paradijs dat Cantor gecreëerd heeft."

## Reacties op zijn werk
Wiskundigen zien Cantor als degene die de verzamelingenleer heeft uitgebreid met het begrip 'transfiniet', inclusief de kardinaal- en ordinaalgetallen. Cantors theorie van de transfiniete getallen werd aanvankelijk als zo contra-intuïtief en zelfs schokkend gezien, dat wiskundige tijdgenoten zoals Leopold Kronecker en Henri Poincaré en later Hermann Weyl en L.E.J. Brouwer Cantors werk verwierpen, terwijl Ludwig Wittgenstein filosofische bezwaren tegen Cantors theorie inbracht. Sommige christelijke theologen (met name neothomisten) zagen Cantors werk als een uitdaging aan de uniciteit van het absolute oneindige in de aard van God. Zijn theorie van de transfiniete getallen werd zelfs gelijkgesteld aan het pantheïsme. De bezwaren tegen zijn werk waren af en toe zeer fel: Poincaré refereerde aan Cantors ideeën als een "ernstige ziekte" die de wiskundige discipline had geïnfecteerd.
David Hilbert was daarentegen vol lof: "Cantor heeft een paradijs geschapen waaruit niemand ons kan verbannen."

## Filosofie, religie en de wiskunde van Cantor
Het concept van het bestaan van een werkelijke oneindigheid was een belangrijk gezamenlijk vraagstuk in zowel de wiskunde, de filosofie als de religie. Behoud van de orthodoxie in de relatie tussen God en wiskunde, hoewel niet in dezelfde vorm als zijn critici deze relatie zagen, hield Cantor lange tijd erg bezig. Hij sprak zich over de relaties op dit kruispunt van deze disciplines direct uit in zijn inleiding tot zijn Grundlagen einer allgemeinen Mannigfaltigkeitslehre, waarin hij het verband benadrukt tussen zijn visie op het oneindige en de filosofische visie. Voor Cantor waren zijn wiskundige opvattingen onlosmakelijk verbonden met hun filosofische en theologische implicaties. Hij identificeerde het absoluut oneindige met God, en hij beschouwde zijn werk over transfiniete getallen als direct aan hem gecommuniceerd door God zelf, die hem had uitverkoren om deze inzichten aan de wereld te onthullen.
Uit de tegengestelde standpunten in de filosofie van de wiskunde groeide een debat onder wiskundigen over de aard van het werkelijk oneindige. Sommigen stonden op het standpunt dat oneindigheid een wiskundig niet legitieme abstractie was en zij ontkenden het werkelijk bestaan van oneindigheid. Wiskundigen uit de drie grote scholen van denken (constructivisme en zijn twee spruiten, het intuïtionisme en het finitisme) verzetten zich in deze kwestie tegen Cantors theorieën.
Voor constructivisten zoals Leopold Kronecker vloeit deze verwerping van het bestaan van een werkelijke oneindigheid logisch voort uit hun fundamentele verwerping van het idee dat niet-constructieve bewijzen, zoals Cantors diagonaalbewijs, voldoende bewijs zijn dat er iets bestaat. In plaats daarvan stellen de constructivisten dat constructieve bewijzen vereist zijn.
Ook het intuïtionisme verwierp het idee dat werkelijke oneindigheid een uiting is van enige vorm van realiteit, maar aanhangers van deze stroming komen tot deze beslissing via een andere route dan aanhangers van het constructivisme. Ten eerste berust Cantors argument op de logica om het bestaan van transfiniete getallen als een werkelijke wiskundige entiteit te bewijzen. De intuïtionisten vinden dan wiskundige entiteiten niet kunnen worden gereduceerd tot logische proposities, maar in plaats daarvan hun oorsprong vinden in de intuïties van de geest. Ten tweede wijzen de intuïtionisten de notie van oneindigheid als een uitdrukking van de werkelijkheid als zodanig af, aangezien de menselijke geest volgens hen niet in staat zou zijn om op intuïtieve wijze een oneindige verzameling te construeren. Wiskundigen zoals Brouwer en vooral Poincaré namen een intuitionistisch standpunt in tegen Cantor zijn werk. Verwijzend naar de paradoxen van de verzamelingenleer als een voorbeeld van haar fundamenteel ontoereikend karakter, vond Poincaré dat "de meeste van de ideeën van de Cantoriaanse verzamelingenleer voor eens en altijd uit de wiskunde moeten worden uitgebannen."
Ten slotte waren er de finitistische aanvallen van Wittgenstein; deze Oostenrijkse filosoof geloofde dat Cantors diagonaalargument de intentie van een verzameling van kardinaalgetallen of reële getallen te veel vermengde met haar extensie, waardoor ook het concept van regels voor het genereren van een verzameling te veel vermengd werden met een werkelijke verzameling.